# Hydrovatus otiosus
Hydrovatus otiosus är en skalbaggsart som beskrevs av Guignot 1945. Hydrovatus otiosus ingår i släktet Hydrovatus och familjen dykare. Inga underarter finns listade i Catalogue of Life.